# Рейнский кризис
Рейнский кризис (нем. Rheinkrise, фр. Crise du Rhin) — дипломатическое противостояние между Францией и Германским союзом во главе с Пруссией в 1840 году.

## Предпосылки кризиса
Конфликт возник из-за принадлежности территорий на левом (западном) берегу Рейна, которые в 1795—1814 годах входили в состав Франции, которая рассматривала эти территории как часть своих естественных границ. В 1795 году, в соответствии с условиями Базельского мира Пруссия уступила территории за Рейном, Франция оккупировала также курфюршества Майнц, Кёльн, Трир, Пфальц, герцогства Юлих, Клеве и Вольный имперский город Аахен. В 1797—1802 на левом берегу Рейна существовала вассальная Франции Цизрейнская республика, затем она была ликвидирована и на её территории были образованы французские департаменты.
В результате решения Венского конгресса, который вернул границы Франции к состоянию, существовавшему до начала Великой французской революции, спорные земли был переданы германским государствам, большая часть вошла в состав Рейнской провинции Пруссии.
Германский союз, конфедеративное образование немецких земель, не обладал централизованными исполнительными органами. Рейнская провинция была территориально отделена от основной территории Пруссии.
Франция в 1840 году потерпела политическое поражение в ходе Восточного кризиса — конфликта между Османской империей и египетскими сепаратистами. Под давлением великих держав хедив Египта Мухаммед Али Египетский, которого поддерживала Франция, угрожавший вторжением в Малую Азию, был вынужден оставить свои позиции в Сирии и Палестине и отвести войска в Египет. Стремясь сгладить неудачу, французское правительство во главе с Адольфом Тьером предъявило претензии на немецкие земли общей площадью 32 тыс. квадратных километров, заявив, что Рейн является естественной границей между Францией и Германией.

## Обстановка во Франции
Провозглашение Лондонской конвенции, разрешившей Восточный кризис, было воспринято во Франции как «дипломатическое Ватерлоо». В стране усилились антимонархические настроения. В общественном мнении распространились идеи о необходимости войны с Великобританией и ликвидации условий Венского конгресса. Правительство предприняло усилия для того, чтобы переориентировать внимание на Рейн. Демонстративно обновлялись укрепления Парижа, правительство и пресса выступали с угорозами в адрес немцев. К патриотической кампании присоединились видные представители французской интеллигенции — Эдгар Кинэ и Виктор Гюго.

## Реакция в Германии
Территориальные претензии со стороны Франции вызвали всплеск патриотических настроений среди немцев. В Германии широкое распространение получили патриотические песни «Стража на Рейне» и «Песнь немцев», звучали призывы к объединению страны. Генрих Гейне заявил, что «Тьер привёл наше Отечество в движение, пробудил в Германии политическую жизнь и вновь поставил нас как народ на ноги».
В ходе кризиса немцы форсировали модернизацию крепостей во Франкфурте-на-Майне, Майнце, Ульме и Раштатте, Бавария возвела крепость в Гермерсхайме.

## Разрешение кризиса
Эскалация конфликта привела к отставке правительства Тьера 29 октября 1840 года. Новый французский кабинет под руководством Николя Сульта занял примирительную позицию.